# Mulevala (distrito)
Mulevala é um distrito localizado na parte sudoeste da província da Zambézia, em Moçambique, com sede na povoação de Mulevala. Foi criado em 2013, com a elevação a distrito do posto administrativo do Mulevala que pertencia ao distrito de Ile.
Tem limite, a norte com os distritos de Alto Molócue e Ile, a oeste com o distrito de Mocuba, a sul com os distritos de Mocubela e Pebane e a leste com o distrito de Gilé.
Em 2012, o distrito tinha uma população estimada em 81 967 habitantes.

## Divisão administrativa
O distrito está dividido nos postos administrativos de Chiraco e Mulevala compostos pelas seguintes localidades:
- Posto Administrativo de Chiraco
- Posto Administrativo de Mulevala:
  - Micalane
  - Mucata
  - Namigonha
  - Ruge
  - Tebo

A localidade de Chiraco foi elevada a posto administrativo em 2017.